# Língua crioula de Santa Lúcia
A  língua crioula de Santa Lúcia é uma língua de base lexical francesa, muito semelhante ao crioulo da Dominica. A percentagem de inteligibilidade é de 97-99%. É a língua materna de 75% dos habitantes da ilha de Santa Lúcia, apesar do inglês ser a língua oficial. Em 2001, este crioulo era falado por cerca de 158.000 pessoas em Santa Lúcia. Ele também é falado em outras ilhas das Pequenas Antilhas.
Estabelece-se em uma estrutura lexical, gramática e sintaxe quase idêntica à do crioulo da Martinica (que é morfologicamente mais próximo das línguas crioulas de Santa Lúcia e Dominica do que do crioulo de Guadalupe), sendo que a única diferença real entre as duas variedades é a presença, em Santa Lúcia, de certos empréstimos do inglês (car, para "carro", por exemplo).

## História e características
Esta língua é uma subvariedade do crioulo antilhano, que é falado em outras ilhas das Pequenas Antilhas e está intimamente relacionado com as variedades faladas na Martinica, Dominica, Guadalupe, Granada e Trindade e Tobago. Suas características sintáticas, gramaticais e lexicais são praticamente idêntico ao do crioulo da Martinica.
Tal como os outros crioulos do Caribe, o crioulo francês de Santa Lúcia combina sintaxe de origem africana e caribenha com um vocabulário principalmente derivada do francês. Além disso, muitas expressões refletem a presença de uma influência do espanhol que também está presente na língua. A língua pode ser considerada mutuamente inteligível com o francês, e também é inteligível com os outros crioulos franceses das Pequenas Antilhas, e não está relacionado com o crioulo haitiano que tem uma série de características distintas, no entanto, eles são ambos mutuamente ininteligível um ao outro.
Ele ainda é amplamente falado em Santa Lúcia. Em meados do século XIX quando foi exportado para o Panamá, onde é agora moribundo.
Às vezes, o crioulo de Santa Lúcia, o crioulo da Dominica, o crioulo francês de Granada, o crioulo da Martinica, o crioulo de Guadalupe, o crioulo de Maria Galante, o crioulo das Ilhas dos Santos, o crioulo de São Bartolomeu e o crioulo francês de Trindade e Tobago são considerados uma única língua, o crioulo antilhano.

## Escrita
A língua crioula da Santa Lúcia usa o alfabeto latino, sem a letra Q, mas com as formas Dj, Ng, Tj.

## Amostra de texto
Tout imen ka net lib égo an dignité épi yo dwa. Yo ni rézon ek konsyans la épi dwet aji yonn pou lot adan yonn lespri di fraternité.
Português
Todos os seres humanos nascem livres e iguais em dignidade e direitos. Eles são dotados de razão e consciência e devem agir uns em relação aos contra os outros em espírito de fraternidade.
(Artigo 1 da Declaração Universal dos Direitos Humanos)